# Kulturgeologie
Kulturgeologie ist ein Begriff für eine Vielzahl an interdisziplinären Aktivitäten, die Geowissenschaften und kulturgeschichtliche Fachgebiete verbinden.

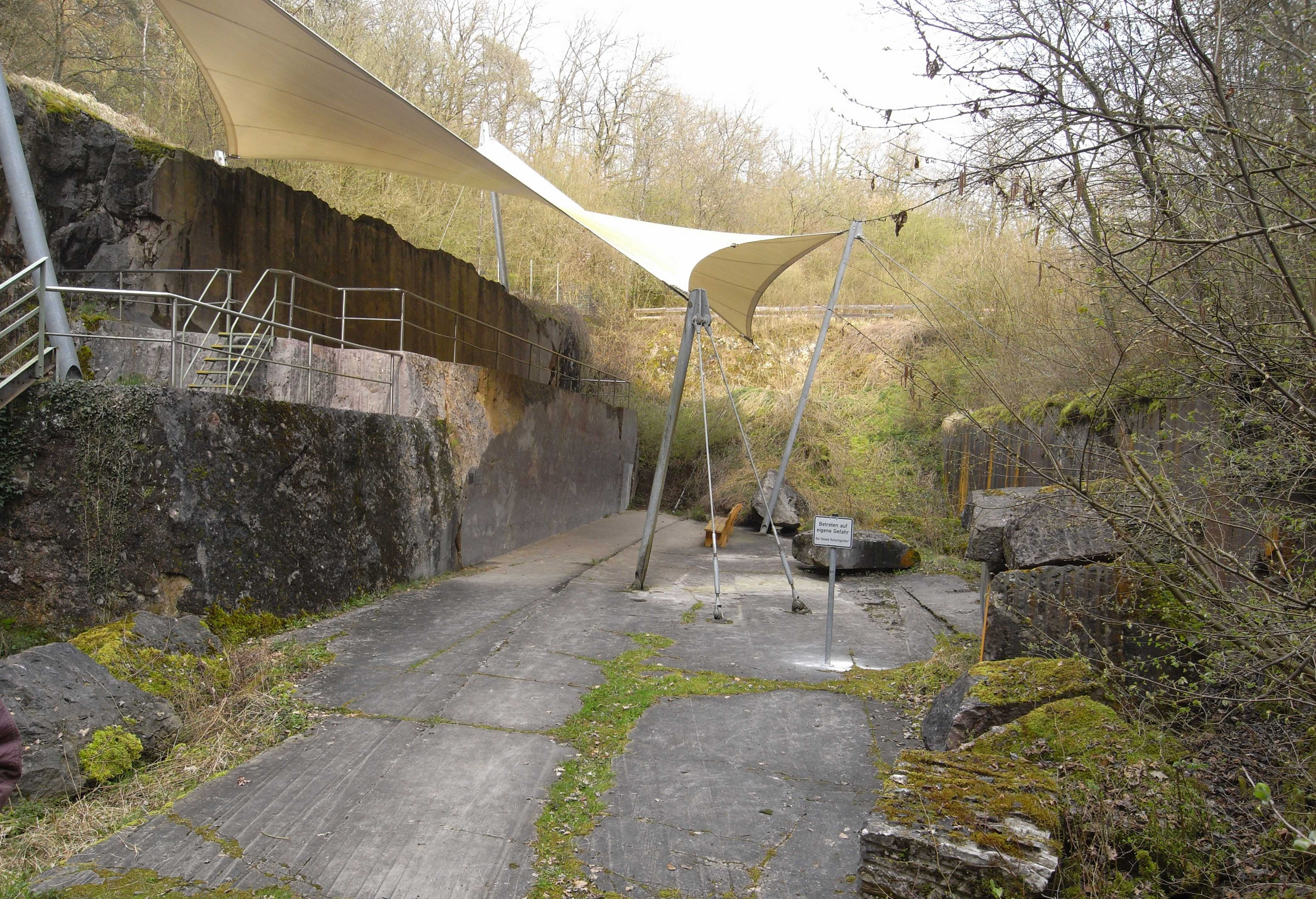
Beispiel für kulturgeologische Aktivität:
Steinbruch Unica in Villmar mit polierter Abbaufront. Der Villmarer Lahnmarmor aus mitteldevonischem Riffkalk wird als Nationaler Geotop geführt.

## Begriffsdefinition und Ziele
Nach Wolfgang Vetters schafft die Kulturgeologie eine Verbindung zwischen Erdwissenschaften und Kulturgeschichte; durch die Betrachtung aus kulturgeschichtlichem und geologischem Blickwinkel ergibt sich für Vorhandenes ein neues Bild.
Speziell formulierte die österreichische ARGE Kulturgeologie: „Wir verstehen darunter alle Berührungspunkte, die sich aus der – vor allem historischen – Auseinandersetzung des Menschen mit den geogenen Grundlagen ergeben. Es sind dies die vielfältigen Wechselwirkungen zwischen Geologie, Landschaftsform, Landnutzung und deren Einfluss auf die gewachsene Kultur. Ein großer Bereich ist beispielsweise die Verwendung der natürlichen Rohstoffe (Erze, Baumaterialien, Schmuck- und Dekormaterialien, Rohstoffe für Haushalt, Gewerbe und Industrie). Die Kulturgeologie […] fühlt sich schließlich auch dazu verpflichtet, Forschungsergebnisse der Öffentlichkeit im Rahmen von Schul- und Erwachsenenbildung zu vermitteln – um damit die Bevölkerung mit erdwissenschaftlicher Forschung, sowie ihren Erkenntnissen, vertrauter zu machen.“
Seit über 150 Jahren werden in Publikationen, Vorträgen und Führungen die Wechselbeziehungen beschrieben, die zwischen mineralischen Rohstoffen, ihrem Abbau und Kulturleistungen der Menschen bestehen. Die bisher klassische Form stellt eine Erläuterung von Bau- und Dekorationsgesteinen an herausgehobenen Architekturdenkmälern dar.
Darüber hinaus haben sich weitere Themenfelder entwickelt. Eine verbreitete Aktivität sind zusammenhängende Darstellungen des Erzbergbaus und die Anwendung der von ihm bereitgestellten Rohstoffe, beispielsweise des komplexen Prozesses von der Erzgewinnung zum Metallgegenstand.

Weitere beispielhafte Themenstellungen sind der Abbau von Sandstein und Marmor sowie deren Verwendung als Mühlsteine, Bodenplatten oder Gestein für Grundmauern. Dies verdeutlicht anschaulich den interdisziplinären Ansatz von Kulturgeologie.
Im Zentrum vieler Aktivitäten der Kulturgeologie stehen hauptsächlich folgende Zielsetzungen:
- Vermittlung von Kenntnissen über geowissenschaftliche Themen
- Sensibilisierung von Menschen für lokalhistorische Zusammenhänge
- Gestaltungsfragen mit Bau- und Dekorationsgesteinen oder anderer Rohstoffe und ihrer Herkunft
- Aufzeigen von geologischen Phänomenen als Grundlage und als limitierender Faktor von kulturgeschichtlichen Entwicklungen.

Der hohe gesellschaftliche Wert von Kulturgeologie liegt dabei in der breiten Teilhabe vieler Menschen an wissenschaftlichen und kulturellen Entwicklung auf mehreren Sektoren. Dadurch können ihnen Zusammenhänge und deren historische Entwicklung deutlich werden.
Der österreichische Geologe Alois Kieslinger verband mit seinen Publikationen über die Bau- und Dekorationsgesteine eine Betrachtung der Steingewinnungsorte und der jeweiligen Bauwerks- und Architekturgeschichte. Das brachte ihm den Ruf als Begründer der Kulturgeologie ein.

## Beginn der Aktivitäten
Der Terminus „Kulturgeologie“ tritt seit 1989 im Zusammenhang mit Forschungen über die komplexen Zusammenhänge zwischen Geowissenschaften und Kulturwissenschaften an den Universitäten von Salzburg und Wien zunehmend öffentlich auf. Aktivitäten vergleichbarer Art sind allerdings seit etwa 150 Jahren belegt und haben sich in der zweiten Hälfte des 20. Jahrhunderts deutlich verstärkt.
Im 18. und beginnenden 19. Jahrhundert haben sich die Naturalienkabinette als Sammlungen von Naturobjekten einer großen Aufmerksamkeit erfreut und eine große Sensibilität in Hinsicht auf Naturbeobachtungen unter der Bevölkerung erzeugt. Schließlich führte der Aufbau von zunächst mehrfach privaten Sammlungen auf direktem Wege zur Ausprägung spezieller naturwissenschaftlicher Zweige (z. B. Paläontologie) und initiierte auf diese Weise den Aufbau großer öffentlicher Sammlungen.
Der bisher früheste öffentlich bekannte kulturgeologische Beitrag zu Natursteinen in der Architektur, ihren Abbauorten sowie stratigraphischer Einordnung und fossilen Bestandteilen findet sich in einem Vortrag von Eduard Suess vom 28. April 1862 vor den Mitgliedern des Vereins zur Verbreitung naturwissenschaftlicher Kenntnisse in Wien. Dabei ging der Vortragende schwerpunktmäßig auf die mineralischen Rohstoffe des Wiener Beckens ein, wie Sand, Kalkstein, Ton und Werksteinbrüche. Die Bemühungen von Eduard Suess sind im Zusammenhang mit seinen Vortragstätigkeiten zu betrachten, die sich seit 1857 mit paläontologischen Themen an eine interessierte Wiener Öffentlichkeit richteten.
Als weiteres frühes Beispiel explizit kulturgeologischer Aktivitäten im modernen Verständnis und geradezu von zentraler Bedeutung für diese Anliegen können die Vorträge von Felix Karrer (1825–1903) und seine ungewöhnlichen Sammlungsaktivitäten in Wien gelten. Er hielt am 24. Januar 1878 im Wissenschaftlichen Club von Wien einen Vortrag über die untergegangene Thierwelt in den Baumaterialien Wiens. Die dadurch erzeugte große Aufmerksamkeit für paläontologische Spuren in Gesteinen führte zu einer Schenkung durch die Bau-Direction der Union-Baugesellschaft von zahlreichen Mustertafeln (12 × 8 × 3 cm) aus Steinbrüchen an das Hof-Mineralien-Cabinet. In der Folge erweiterte man diese Sammlung um alle bisher in Wien und anderen großen Städten der Donaumonarchie zur Anwendung gekommenen Baugesteine auf einen Umfang von etwa 2000 Exemplaren. Eine weitere großzügige Schenkung vom Österreichischen Ingenieur- und Architekten-Verein ergänzte 1883 die Sammlung um weitere 2500 Exemplare. Im Jahr 1886 verfügte diese Sammlung vom k.k. naturhistorischen Hofmuseum (heute Naturhistorisches Museum Wien) über etwa 5000 Muster von Werksteinen der österreichisch-ungarischen Monarchie und zusätzlich eine nicht näher bezifferte Anzahl von Marmoren aus älteren Sammlungsbeständen. Damit war sie in ihrem Umfang zu einer einzigartigen Kollektion angewachsen. Das war wohl auch der Anlass, dass der Kurator dieser ungewöhnlichen Sammlung, Felix Karrer, am 22. Februar 1886 im Wissenschaftlichen Club in Wien einen Vortrag mit dem Titel Die Monumentalbauten in Wien und ihre Baumaterialien hielt. Darin zeigte er nicht nur die große Vielfalt verwendeter Natursteine in der Wiener Architektur und Kunst auf, sondern konnte durch anschauliche Gesteinsvergleiche die stratigraphischen Zusammenhänge über große geographische Distanzen hinweg demonstrieren. Schließlich verwies er auf die Bedeutung der österreichischen Tonlagerstätten für die Ziegelproduktion, der Kalksteinlagerstätten zur Herstellung von Zementen und Baukalken sowie quartäre Sandablagerungen, die den Bau- und Zuschlagstoffen als unentbehrliche Rohstoffquellen dienen.
Diese Entwicklung kann als eine wesentliche historische Voraussetzung betrachtet werden, dass sich in Österreich der Terminus „Kulturgeologie“ aus dem Komplex umfassender moderner Aktivitäten herausgebildet hat. Einen wichtigen Beitrag leistete dazu auch die langjährige Öffentlichkeitsarbeit durch die Geologische Bundesanstalt.
In diesem Zusammenhang ist bemerkenswert, dass im 1887 herausgegebenen Report on National Museum 1886 von George P. Merrill, dem damaligen Sammlungskurator in der Abteilung Gesteinskunde und Physikalische Geologie, eine umfassende Abhandlung über US-amerikanische Natursteine gegeben wurde. In diesem Werk zählt Merrill in einer Tabelle viele repräsentative Gebäude auf und vermerkt jeweils die wichtigsten Gesteine ihrer Architektur und das Jahr der Errichtung.

## Beispiele für Aktivitäten (Auswahl)
Diese Auswahl soll in kurzer Form die zu verzeichnenden Aktivitäten skizzieren und deren internationale Verbreitung aufzeigen.

### Deutschland
In Deutschland werden in einer nunmehr wachsenden Zahl von Städten seit Jahrzehnten gesteinskundliche Führungen veranstaltet und zum Teil in die Lehre von Schulen und Universitäten integriert.

### Frankreich
Frankreich tritt durch exzellente Aktivitäten auf dem Gebiet der Kulturgeologie als Kulturnation hervor. Eine beträchtliche Zahl aufwendiger Publikationen ist hauptsächlich von einem Ansatz breit gefächerter Denkmalpflegegesichtspunkte getragen.

### Großbritannien
In Großbritannien existieren besonders zahlreiche Publikationen über die Architektur und die Straßenbeläge in Städten, die sich an interessierte Menschen wenden. Ihre konzeptionelle Gliederung zeichnet sich besonders durch allgemeinverständliche Texte und Illustrationen aus, was auf einen besonderen didaktischen Akzent schließen lässt.

### Republik Südafrika
In der südafrikanischen Metropole Kapstadt werden gesteinskundliche Führungen vom Naturhistorischen Club angeboten und ausgewählte Gebäude vorgestellt.

### Russland
In Russland wurde bereits im frühen 20. Jahrhundert durch Geologen des Polytechnischen Institutes in Sankt Petersburg auf die Verwendung unzähliger russischer Natursteine in der Außen- und Innenarchitektur bedeutsamer Bauwerke hingewiesen. Nennenswerte jüngere Aktivitäten sind in Sankt Petersburg vorhanden.

### USA
In den Vereinigten Staaten hat sich unter dem Dach der Geological Society of America durch die Abteilung North-Central während einer Reihe zahlreicher Symposien das Konzept cultural geology entwickelt. Im Zuge dieser Aktivitäten ist seit dem Ende des 20. Jahrhunderts eine größere Anzahl von Publikationen über die Anwendung von Natursteinen in US-amerikanischen Städten entstanden.